# Мисливці (телесеріал, 2020)
«Мисливці» (англ. Hunters) — американський драматичний телесеріал, прем'єра якого відбулася на сервісі Amazon Prime Video 21 лютого 2020 року.
За версією кінокритиків BBC, входить до 15 найкращих нових серіалів Netflix, HBO та Apple TV 2020 року.

## Сюжет
Сюжет «Мисливців» оповідає про групу мисливців на нацистів, які проживають у Нью-Йорку в 1977 році. «Мисливці» виявляють, що сотні високопоставлених нацистів проживають у США і мають намір створити там Четвертий рейх. Різнорідна команда «мисливців» починає свою криваву місію із притягнення нацистів до відповідальності і зриву їхніх нових планів геноциду.

## Акторський склад
- Логан Лерман — Джона Хайдельбаум
- Аль Пачіно — Меєр Офферман
- Лена Олін — Єва Браун / Полковник
- Джерріка Гінтон — Міллі Мелоун
- Сол Рубінек — Маррі Марковіц
- Керол Кейн — Мінді Марковіц
- Джош Реднор — Лонні Флеш
- Грег Остін — Тревіс Лейх
- Ділан Бейкер — Біфф Сімпсон
- Дженніфер Джейсон Лі — Чава Апфельбаум (2 сезон)
- Емілі Радд — Клара (2 сезон)
- Удо Кір — Адольф Гітлер (2 сезон)

## Виробництво
17 травня 2018 року було оголошено, що Amazon Prime Video починає виробництво телесеріалу «Мисливці», перший сезон якого буде складатися з 10 епізодів. Творцем серіалу став Девід Віл (David Weil), який також стане виконавчим продюсером поряд з Джорданом Пілом, Томом Лесінскі, Дженою Сантоіані та Віном Розенфелдом. Віл також стане сценаристом. Виробництвом серіалу займуться компанії Monkeypaw Productions і Sonar Entertainment. 7 серпня 2018 року було оголошено, що Ніккі Тоскано стане ще одним виконавчим продюсером і другим шоуранером поряд з Вілом.